# Witoldów (powiat chełmski)
Witoldów – kolonia w Polsce położona w województwie lubelskim, w powiecie chełmskim, w gminie Wojsławice. Leży 2 km od Wojsławic w kierunku na Krasnystaw. 
Kolonia jest sołectwem w gminie Wojsławice. Według Narodowego Spisu Powszechnego (III 2011 r.) liczyła 139 mieszkańców i była jedenastą co do wielkości miejscowością gminy.
Wierni Kościoła rzymskokatolickiego należą do parafii św. Michała Archanioła w Wojsławicach.

## Historia
Nazwa miejscowości pojawiła się po raz pierwszy w dokumentach w 1893 r.. Według Słownika geograficznego Królestwa Polskiego z roku 1893 Witoldów to folwark w  powiecie chełmskim, gminie i parafii Wojsławice. W 1926 r. hrabia Franciszek Poletyło posiadał tu 1450 ha ziemi. Według wykazu z 20 października 1938 r. we wsi mieszkały 122 osoby.
W czasie okupacji niemieckiej mieszkająca we wsi rodzina Zająców udzieliła pomocy Chawiwie Borst. W 1998 roku Instytut Jad Waszem podjął decyzję o przyznaniu Bronisławie i Józefowi Zającom tytułu Sprawiedliwych wśród Narodów Świata.
W latach 1975–1998 miejscowość należała administracyjnie do województwa chełmskiego.

## Galeria

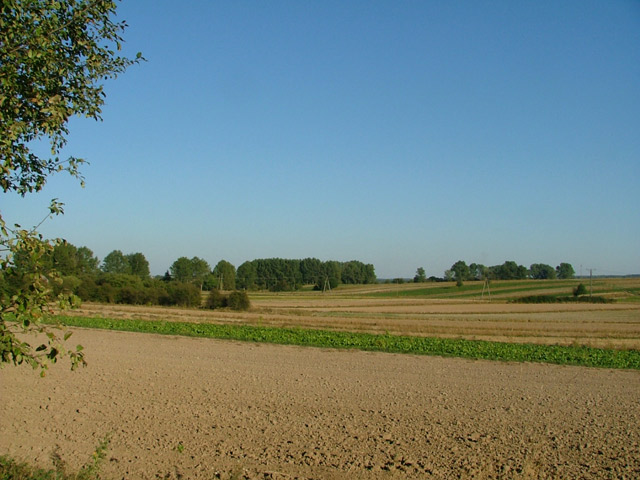
Witoldów (2005 r.)
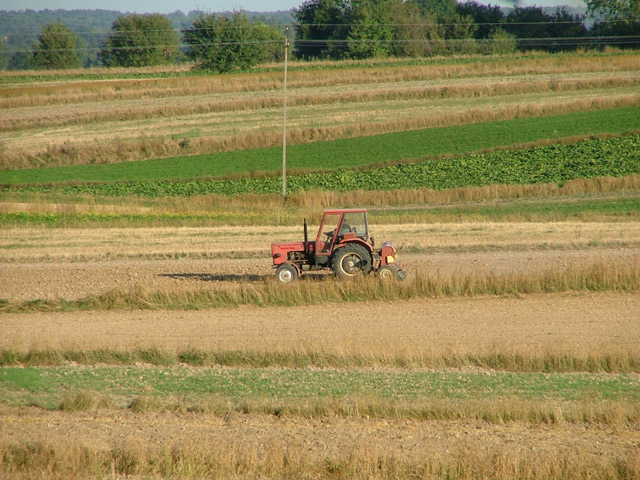
Witoldów (2005 r.)
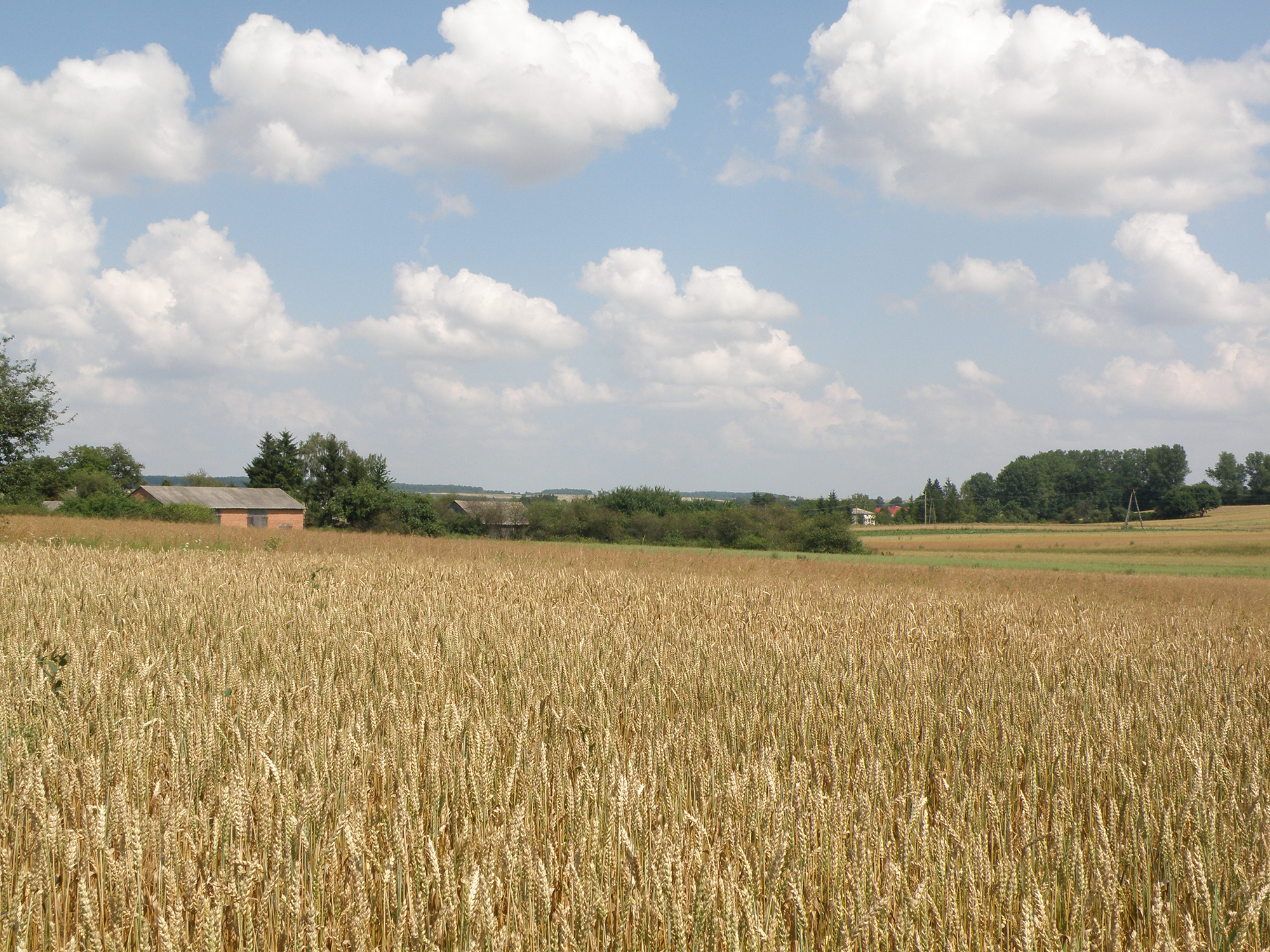
Witoldów (2010 r.)